# 八代市立千丁中學校
八代市立千丁中學校位在日本熊本縣八代市千丁町，是一間由八代市設立的中學校。

## 歷史
- 1947年（昭和22年）4月 - 昭和中學校開校
- 1947年（昭和22年）4月22日 - 舉行開校式
- 1949年（昭和24年） - 昭和中學校被合併
- 1949年（昭和24年）9月30日 - 創立千丁村外1村組合立中央中學校
- 1974年（昭和49年）3月28日 - 舉行新校舍落成式
- 1974年（昭和49年）4月1日 - 改稱千丁村立千丁中學校
- 1976年（昭和51年）9月1日 - 改稱千丁町立千丁中學校
- 2003年（平成15年）3月8日 - 舉行體育館落成紀念典禮
- 2005年（平成17年）8月1日 - 因為千丁町與八代市合併，改稱為八代市立千丁中學校

## 外部連結
- 八代市立千丁中學校網站